# مقاطعة والكر (جورجيا)
مقاطعة والكر (بالإنجليزية: Walker County)‏ هي إحدى المقاطعات في ولاية جورجيا في الولايات المتحدة الأمريكية.